# Petersberg (Flintsbach)
Pour les articles homonymes, voir Petersberg.
Le Petersberg, aussi appelé Kleiner Madron, est une montagne culminant à 848 m d'altitude dans les Alpes de Mangfall, un chaînon des Préalpes bavaroises.

## Histoire
Au sommet du Petersberg se trouvent une auberge et une église. Elles sont l'héritage d'une abbaye bénédictine du Moyen Âge, l'abbaye Saint-Pierre sur Madron.

## Ascension
Un sentier partant de Flintsbach am Inn permet d'atteindre le sommet en une heure à pied. Il passe par les ruines des châteaux d'Unter-Falkenstein et d'Ober-Falkenstein. En dessous de l'église sommitale se trouvent treize piliers représentant Jésus et les apôtres, œuvres du sculpteur Josef Hamberger.